# بوفنین
بوفنین (انگلیسی: Buphenine) نوعی آگونیست گیرنده آدرنالینی بتا-2 بوده و به عنوان یک گشادکننده عروق عمل میکند.